# かっけ (料理)
かっけ、そばかっけ、つつけは、旧・南部藩（現在の岩手県中部、青森県東部）に伝承される郷土料理。
蕎麦粉をこねて平らに伸ばしたものを小さく三角形に切った食材のこと、および、それをダイコンや豆腐などと一緒に煮て、ニンニク味噌をつけて食べる料理。

## 概要
南部藩は、寒冷な土地であり、江戸時代には大飢饉にたびたび見舞われていた。人々は雑穀を食べる工夫を発展させた。かっけも、そういった雑穀を粉にして使う料理の1つである。
南部地方では日常的によく食べられている家庭料理であり、かっけにつけるニンニク味噌は各家庭によって味付けが異なる。ネギ味噌、ゴマ味噌、クルミ味噌をつけて食べることもある。来客などにふるまって体の温まるもてなし料理、特別な日の料理として親しまれてきた。
秋田県北東部も旧・南部藩に含まれるのだが、秋田県湯沢市の山深い地域でかっけが食されていたとする伝承もあるが、青森県、岩手県と違って現状では食されていない。

## 普及活動
生のそばかっけとニンニク味噌をセットで全国発送するメーカーもあり、B級グルメとしての普及を目指して、情報発信が行われている。伝統的なダイコン、豆腐と一緒に煮る料理だけではなく、かっけを茹でて餡子やきな粉をつけて食べる、具をかっけに包んで揚げる、かっけをラザニアのように使う、揚げて塩コショウをしておつまみにする、焼いてピザにするといったアレンジ料理の発信もなされている。
岩手県では郷土料理を伝承する人や団体を「岩手県食の匠」として認定しているが、「かっけ」についても「岩手県食の匠」が認定されている。

## 由来
「かっけ」は南部藩の地方の言葉で「かけら」、「端っこ」を意味する。
昔、南部藩の殿様が蕎麦を食べたところ大変美味しかったため、「このような美味いものを庶民は食べてはならぬ」とご法度にした。そこで、人々は蕎麦を作るときに出る切れ端を三角に切って練り味噌をつけて食べたのがはじまりとされる。また、蕎麦を打つ際に、ちゃんと細長い蕎麦にできた部分は客人へのふるまい料理に使い、余った端っこの部分を自分たちで食べたとする説もある。
この他の説としては、以下のようなものがある。
- 「どうぞ召し上がってください」を意味する「かぁ、けぇ」という言葉を語源とする[1][2][4]
- 三角形（角形）の見た目から[4]。
- かっけを食して脚気が治ったから[4]。

青森県の三戸町、田子町、南部町あたりでは「つつけ」と呼ぶ。「つつけ」の語源は不明。
かつては、「かっけ」と言えば蕎麦粉で作るものであったが、近年になって小麦粉で作ることも増えており、「むぎかっけ（麦かっけ）」と呼び分けている。「つつけ」についても同様に、蕎麦粉で作る「そばつつけ」が一般的であるが、小麦粉で作るものは「むぎつつけ（麦つつけ）」と呼ぶ。